# Shirukduh
 (décembre 2024).
Shirukduh était un roi élamite qui régna sur le royaume d'Anshan et de Suse. Ce souverain était l'un des soi-disant Sukkalmahs, ou Grands Régents, et régna à une époque à peu près contemporaine de celle du roi Shamshi-Addu d'Assyrie (r. 1808–1776 av. J.-C.).

## Règne
Shirukduh a forgé une alliance avec Shamshi-Addu et le dirigeant d'Eshnunna pour une protection mutuelle contre les tribus montagnardes du Zagros, en particulier les Gutis. Širuktuh avait également ses propres ambitions territoriales. Il leva une armée de 12 000 hommes et fit campagne jusqu'au Petit Zab. À partir de ce moment, l’Élam a pu prouver qu’il était une superpuissance militaire au Proche-Orient.

## Famille
Shirukduh avait trois fils, Shimut-wartash Ier, Siwepalarhuhpak, et Kuduzulush Ier, ses trois fils lui succéderont comme roi. Shimut-wartash a statué comme sukkal de Suse, mais Siwepalarhuhpak et Kuduzulush a statué comme Sukkalmah.